# Hünerstraße

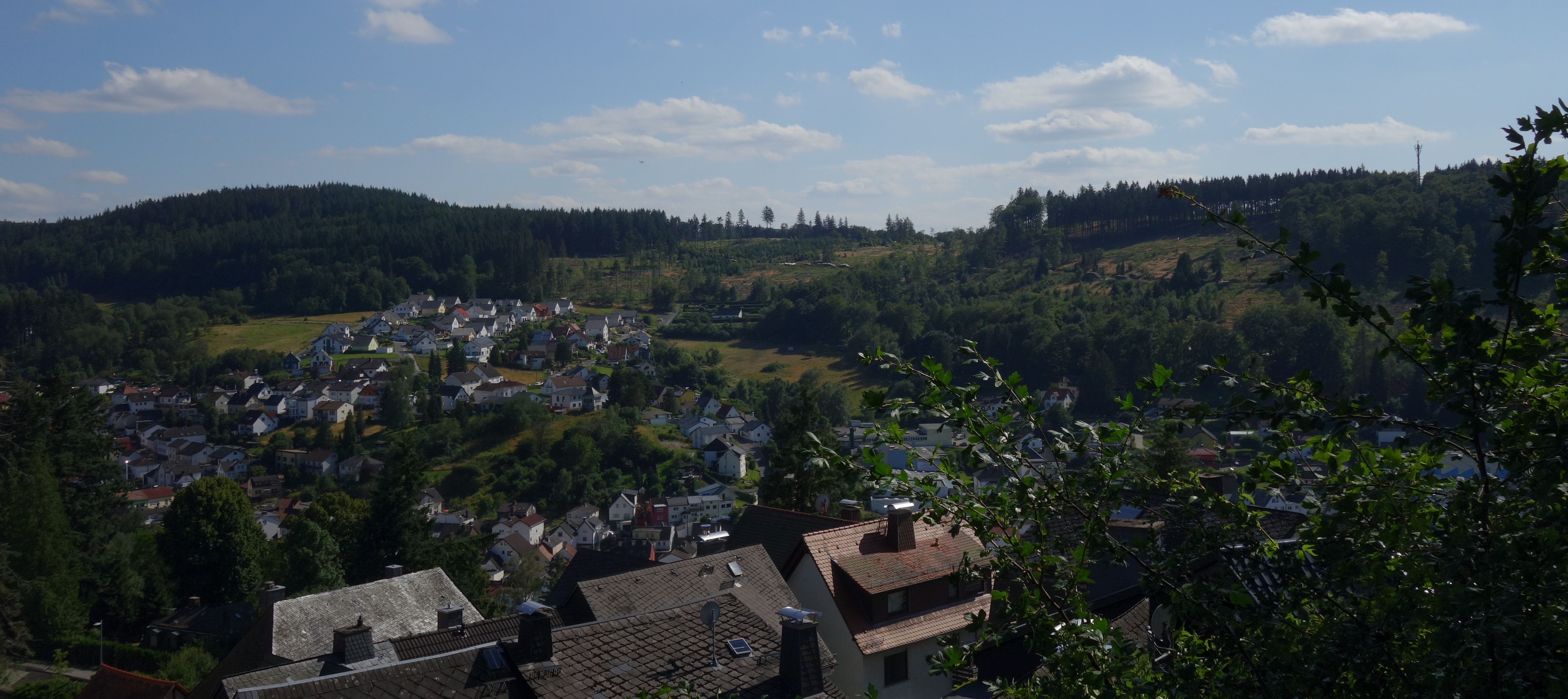
Ein Teil der Hünerstraße verlief auf dem heute fast kahlen Bergrücken zwischen Hühnerberg (rechts) und Weilsberg (links, Blick von Burg Reifenberg)

Die alte Hünerstraße war in der Zeit der Kelten ein wichtiger Verbindungsweg (Höhenweg) zwischen den keltischen Befestigungsanlagen im Taunus, wie zum Beispiel Altkönig und Heidetränk-Oppidum bei Oberursel und den weiter nördlich gelegenen Oppida auf dem Burg bei Seelenberg, dem Hühnerküppel bei Langenbach und der Riesenburg bei Rohnstadt. Entlang dieser Altstraße finden sich noch zahlreiche Hügelgräber und keltische Flurnamen, so auch die Bergnamen „Hünerberg“ und „Hünerküppel“ – letzte Zeugnisse aus der Zeit der Kelten. Es gibt Erkenntnisse, dass dieser Höhenweg weiter ostwärts bis hin zum Oppidum Dünsberg geführt hat.
Der Name der Straße geht vermutlich auf das keltische Wort „hön“ zurück, was so viel bedeutet wie „hoch“.

## Verlauf
Die Hünerstraße verlief vom Altkönig (keltische Ringburg) im Hochtaunus nordwärts, führte westlich über den Hühnerberg vorbei am späteren Reifenberg, und führte über die Höhenzüge des östlichen Hintertaunus bis zur damals wohl sehr bedeutenden historischen Straßenkreuzung „Eiserne Hand“. Von dort aus vereinigte sie sich mit der aus dem Rheinland kommenden, später so genannten „Hessenstraße“ und verlief mit dieser identisch auf Höhenzügen weiter nördlich vorbei am Hünerküppel (Spuren keltischer Befestigungsanlagen), und der Riesenburg bei Rohnstadt vorbei bis hinunter nach Weilmünster, von wo aus sie vermutlich bis zu den Oppida im heutigen Gießener Land führte.